# Mur vitrifié

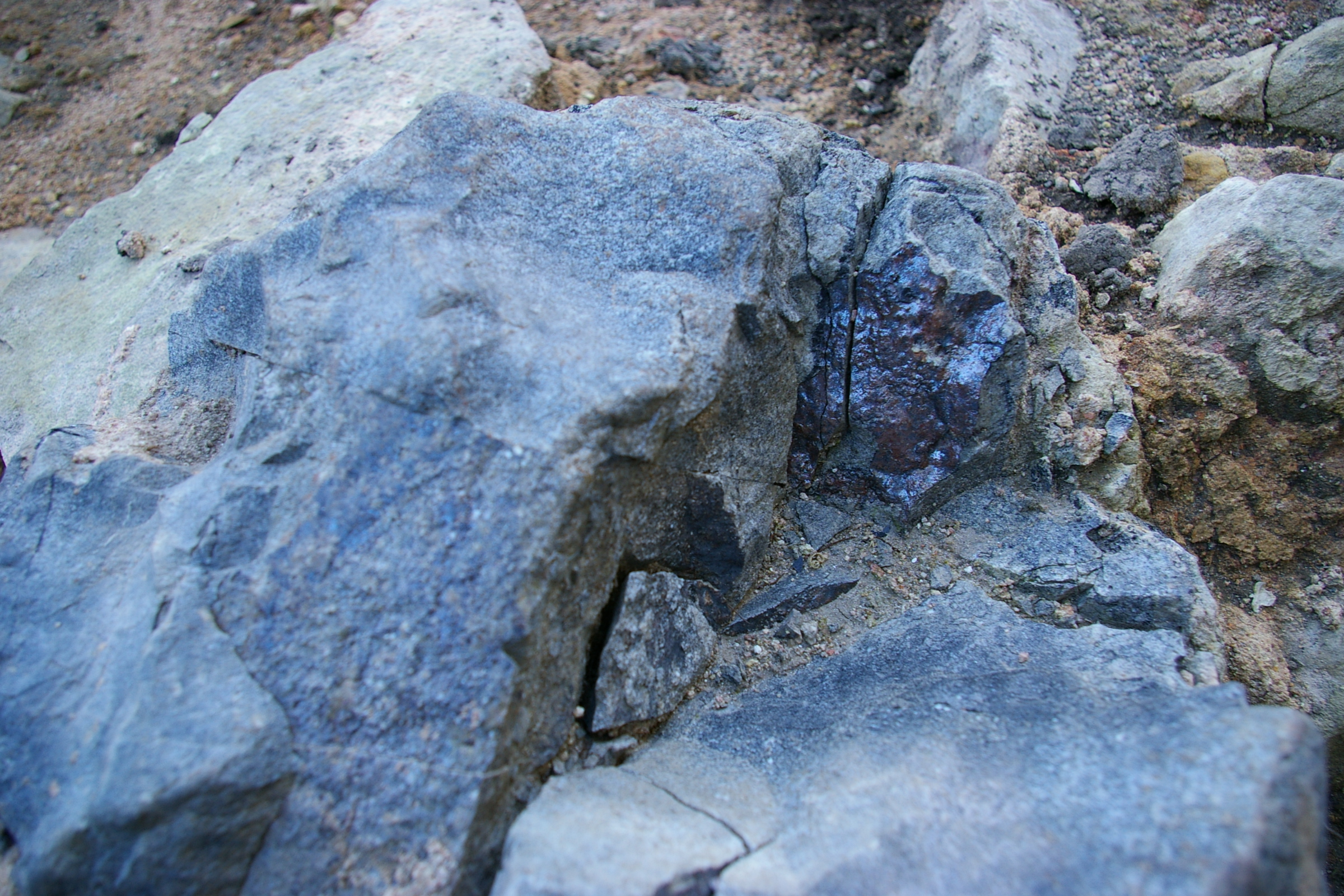
Pierre vitrifiée de Sainte-Suzanne (Mayenne), fouilles 2006.
Au pied des remparts de la cité fortifiée de Sainte-Suzanne dans la Mayenne, cette partie de mur a été découverte en 2006, côté sud, par l'équipe d'Anne Bocquet, archéologue départementale.

L'expression « mur vitrifié » (ou « fort vitrifié ») désigne des vestiges archéologiques présentant des caractéristiques impliquant une chauffe à très haute température et datant d'une période comprise entre 800 et 200 ans av. J.-C.
Il s'agit le plus souvent de constructions composées de blocs de grès, de granite ou d'autres roches métamorphiques, soudés entre eux par un mortier noirâtre, verdâtre ou rougeâtre, ressemblant à une coulée de lave refroidie. Pour fondre de tels murs de granite, une température supérieure à 1100 et 1 300 °C est nécessaire et doit être combinée à un procédé de combustion lente.
Des vestiges d'enceintes vitrifiées ont été découverts dans toute l'Europe du Nord (Îles britanniques, France, pays scandinaves, Allemagne, Hongrie) mais aussi en Europe du Sud (Portugal).
Diverses théories ont été proposées pour expliquer la formation des murs vitrifiés mais aucune n'est satisfaisante.

## Historique
Les murs vitrifiés intéressent les chercheurs depuis longtemps. Dès l'Antiquité, Apollodore de Damas décrit dans son ouvrage intitulé Les Poliorcétiques, sur l'art de mener les sièges, une méthode pour pouvoir brûler les murailles de pierre d'une ville assiégée. En 1759, un premier mur vitrifié est signalé dans la cave d'une maison de Sainte-Suzanne.
Le naturaliste Louis Maulny, né au Mans en 1759, est l'auteur de la première mention scientifique des pierres vitrifiées. Il les décrit ainsi en 1806 : « avant de rentrer dans la ville, La Houssaye me montra à l'extrémité de la terrasse de son jardin un pan de mur des anciennes fortifications, dont les pierres et le mortier sont passés à l'état de verre, dont la couleur est d'un vert noirâtre assez semblable au laitier qui se forme dans les forges de fer. Ce pan de mur a environ soixante et dix pieds de longueur (23 m environ) sur huit pieds d'épaisseur (2,60 m) et trois à quatre pieds d'élévation (1 m à 1,30 m). Il n'est guère possible d'expliquer comment a pu s'opérer cette fusion : il a fallu un feu bien violent pour pénétrer une masse de pierres de cette nature et la réduire en verre. »
En 1811, Pierre Renouard, bibliothécaire du département de la Sarthe, auteur des Essais historiques sur la ci-devant Province du Maine, signale à son tour « comme un phénomène presque inexplicable pour le physicien et pour l'antiquaire, la vitrification d'une petite portion de murs de l'ancienne forteresse. Ces murs ont 20,14 m de longueur, 0,97 m de hauteur et 4,55 m d'épaisseur. On trouve, au bas du monticule sur lequel Sainte-Suzanne est bâtie, des morceaux détachés de cette singulière vitrification. Un des mémoires de l'Académie celtique de Paris fait mention d'une pareille vitrification en Écosse ».

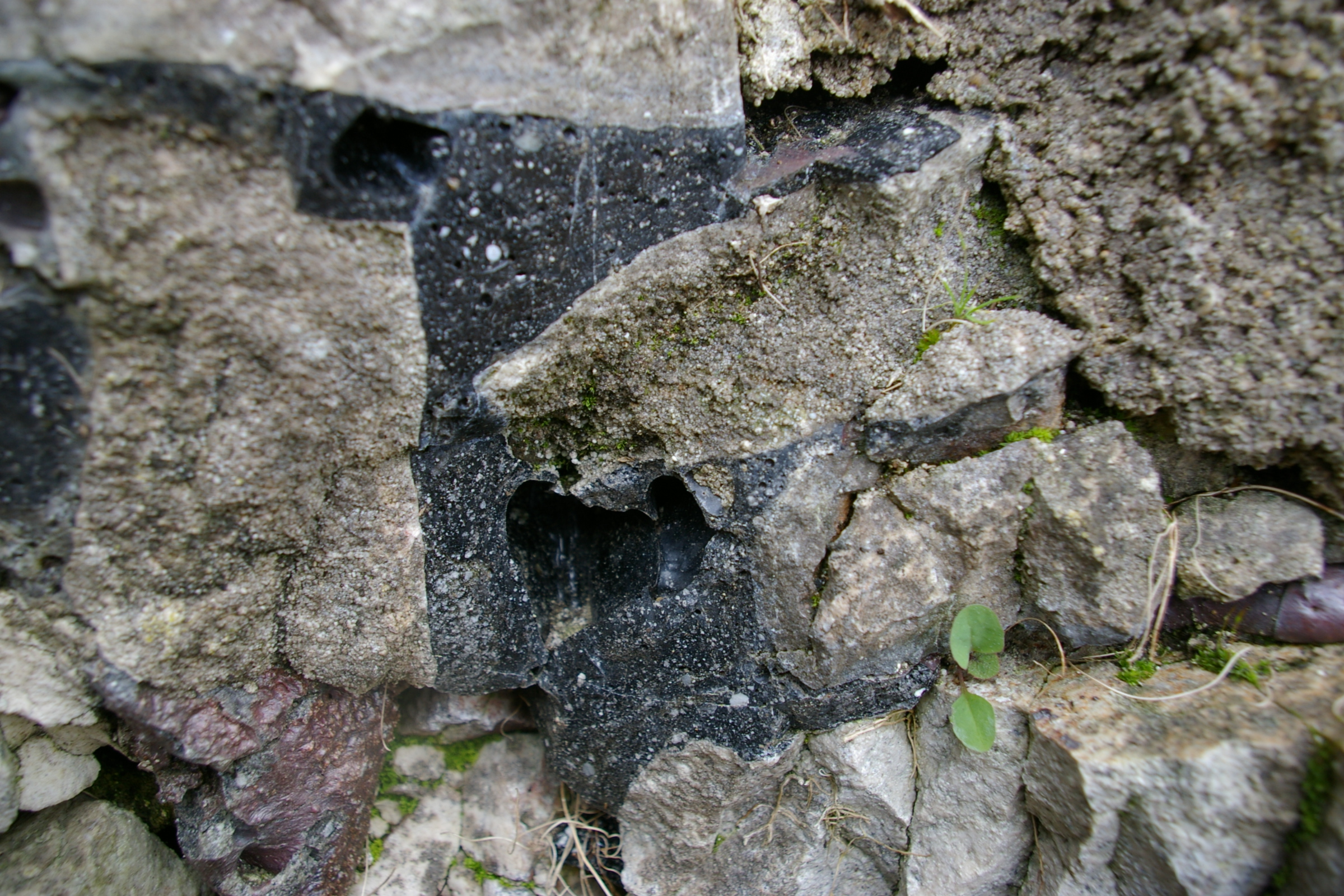
Partie du mur vitrifié de Sainte-Suzanne (Mayenne). Cette portion de mur est visible par les promeneurs côté sud des remparts de la cité.

En 1829, Jean-Marie Bachelot de La Pylaie décrit les murs vitrifiés de Sainte-Suzanne dans les Mémoires de la Société des antiquaires de France : « En divers endroits, les murs avaient été reconstruits sur de plus anciens et même sur des débris de murailles vitrifiées, comme l'étaient celles de divers châteaux-forts observés en Écosse. On retrouve encore un bloc de ces fortifications entier, sur une longueur de 10 mètres, et haut de 2 mètres environ, à son extrémité occidentale. » Cette communication fit alors grand bruit dans le cercle des antiquaires, écrit Robert Triger, président de la Société historique et archéologique du Maine.
Vers 1846, Prosper Mérimée, alors inspecteur général des Monuments historiques, fait le tour des remparts avec beaucoup d'attention, et avoue ne pas avoir trouvé de traces de vitrification autres que celles déjà mentionnées par les chercheurs précédents.
En 1862, à la 24e session du Congrès archéologique de France (la réunion annuelle de la Société française d'archéologie), son président Arcisse de Caumont sollicite de Jacques-Ferdinand Prévost, commandant du Génie militaire à Saumur, une présentation des résultats des investigations personnelles de celui-ci sur les murs de forteresses vitrifiés que Prévost a pu observer dans plusieurs localités de sa région de résidence du moment (Saumur et Sainte-Suzanne en Mayenne, une région que Prévost connait bien et où il se retirera avant d'y être enterré).

## Autres murs vitrifiés en France et en Europe
« C'est en Écosse, en 1777, que Thomas West (en) signala pour la première fois, la double enceinte de Craig Phadraig, près d'Inverness, qu'il rapprocha d'autres enceintes vitrifiées du Nord de l’Écosse. Avec d'autres naturalistes anglais, il les considéra comme des produits naturels d'éruptions volcaniques, explication aussitôt combattue par l'ingénieur des mines John Williams. Celui-ci formula le premier l'hypothèse d'une vitrification intentionnelle (...) Bientôt après (en 1787), lord Woodhouselee présentait une autre théorie : à son avis les murs vitrifiés n'étaient autre chose que des remparts détruits par les flammes (...) ». L’Écosse détient la plus grande concentration de forts, oppida, ou autres ouvrages défensifs vitrifiés : on peut citer l'Ord Hill of Kissock, Barry Hill, Castle Spynie, dans l'Invernesshire, Top-o-Noth, dans le comté d'Aberdeen, ou les cairns de l'île Sanday (Orcades). Des vestiges de vitrifications sont également mentionnés sur l'île de Tory (Tor-iniz, l'île de la tour) au large de l'Irlande.
D'autres murs vitrifiés ont été signalés et étudiés en Allemagne, Bohême, Bosnie, Danemark, Hongrie, Norvège, au Portugal,[réf. nécessaire] Silésie, Suède.
En France, les forts vitrifiés répertoriés sont nombreux et répartis de la Bretagne à l'Alsace, avec une concentration particulièrement dense dans le Limousin (Creuse), dans l'Allier et la Loire (voir ci-dessous).
On peut supposer que plusieurs centaines de forts ou autres ouvrages défensifs vitrifiés existent en Europe. En général, il s'agit d'enceintes circulaires ou elliptiques, mais aussi d'éperons barrés, à usage apparemment défensif.

## Les hypothèses: feu accidentel ou volontaire?

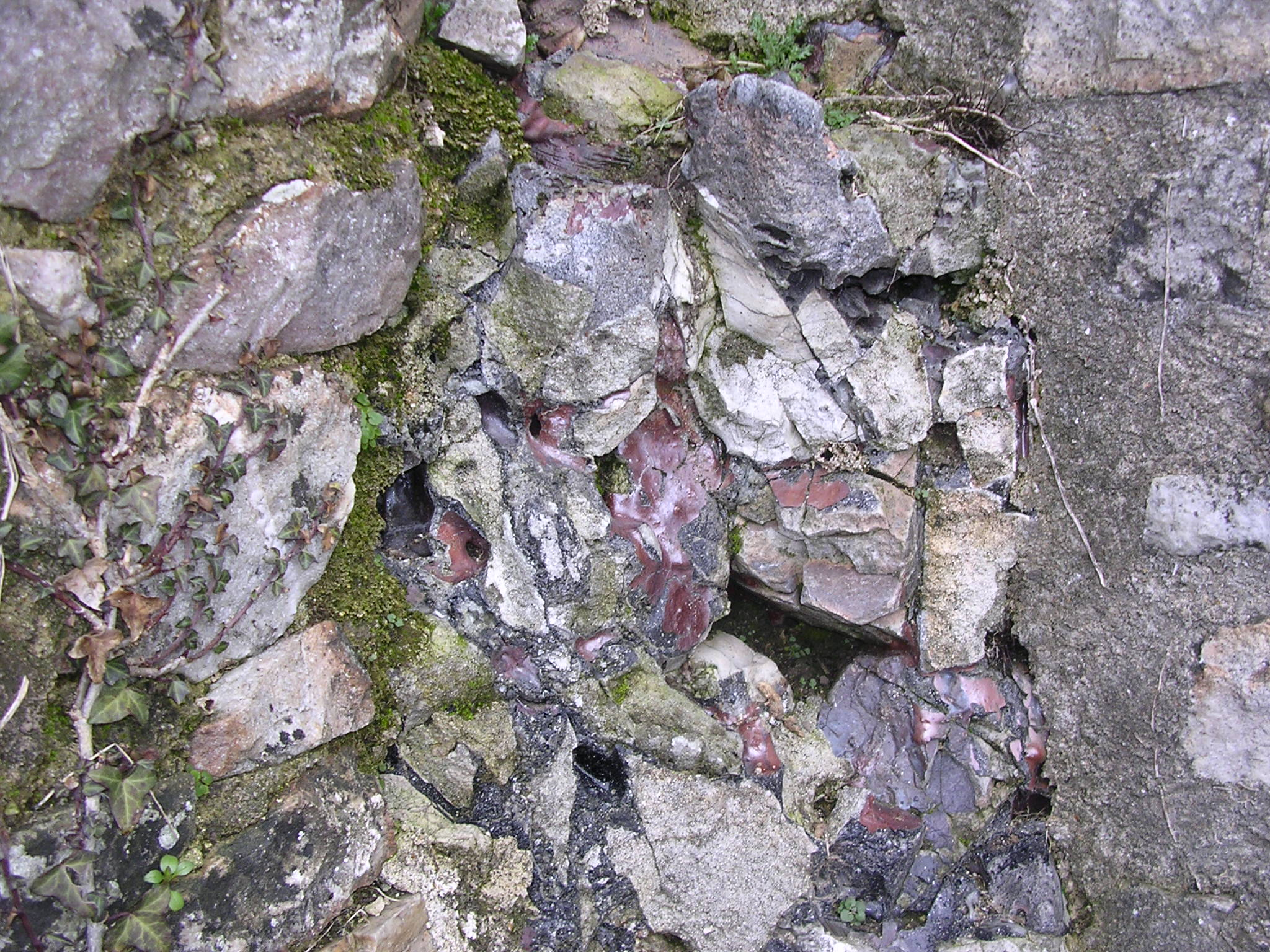
Fragment du mur vitrifié à Sainte-Suzanne (Mayenne)

De nombreuses hypothèses ont été avancées par les chercheurs.

### La théorie de la vitrification naturelle
Elle est la plus ancienne mais la moins vraisemblable et de nos jours complètement abandonnée par les spécialistes. Elle a été avancée en 1777 par l'écossais Thomas West (en) qui considérait les vitrifications de Craig Phadraig comme le produit naturel d'éruptions volcaniques. Cette opinion fut aussitôt combattue par l'ingénieur des mines John Williams. On a vu, depuis, fleurir d'autres hypothèses tout aussi peu démontrées (vitrification par l'impact de la foudre).

### La théorie de la vitrification accidentelle
Le premier à avoir émis l'hypothèse selon laquelle les vitrifications pourraient avoir été accidentelles ou liées à un conflit fut lord Woodhouselee, en 1787. Il est toutefois difficile d'admettre que tant de forteresses aient été incendiées par négligence ou par accident. En effet, si des incendies fortuits avaient si facilement pu vitrifier un mur, pourquoi les constructeurs auraient-ils dépensé autant d'énergie à les édifier, comparativement aux murs composés seulement de pierres, de terre ou de chaux. Cette hypothèse est toutefois avancée pour certains brochs, forteresses écossaises préhistoriques construites en pierres liées (laced) et en bois, ce qui, par combustion, aurait donné les vitrified forts.

### La théorie de la vitrification volontaire dans le but de renforcer la cohésion de la construction.
C'était la première hypothèse soutenue, en 1881-1882, par le géologue Gabriel Auguste Daubrée, qui étudia beaucoup cette question en particulier en France (Alsace, Mayenne et Creuse) mais aussi en Écosse (Craig Phadraig). Mais cette idée, pour séduisante qu'elle soit, est démentie par les faits, les murs vitrifiés s'avérant au contraire plutôt fragilisés par ce processus que renforcés, ce que reconnaîtra d'ailleurs Daubrée quelques années plus tard ; en effet, il décrit ainsi le mur : « C'est une substance vitreuse, boursouflée ou très bulleuse, très fragile, d'un gris verdâtre, ressemblant à un verre de bouteille, et qui empâte des morceaux de quartzite à texture granulaire. »

### La composition géologique des vitrifications
En 1863, le capitaine du Génie militaire Jacques-Ferdinand Prévost se passionne pour ce sujet et confirme les affirmations de MM. Léon de La Sicotière et Prosper Mérimée. L'analyse minéralogique et chimique qu'il fait des échantillons analysés montre la présence des composants suivants : silice 71 %, alumine 13 %, soude 12 %, peroxyde de fer 3,30 %, + traces de chaux, de magnésie, de sel (chlorure de sodium) et de potasse. Ces matériaux, pour être vitrifiés, exigent l'obtention de températures très élevées, allant de 1 100 à 1 300 °C. Or, la température d'un feu de bois, au bout de 24 heures, peut atteindre une chaleur maximale allant de 1 080 à 1 100 °C. On ne peut donc imaginer que de telles températures aient pu être obtenues accidentellement. Reste à comprendre pourquoi mais aussi comment elles ont été atteintes.

### L'hypothèse religieuse ou culturelle
Les forts vitrifiés se retrouvent dans l'aire celtique. La thèse accidentelle de la vitrification devant, semble-t-il, être totalement écartée, la mise à feu de ces ensembles pourrait être liée à un culte du feu pratiqué principalement à l'occasion de la fête celtique de Beltaine, qui correspond à notre 1er mai.

## La méthode de construction

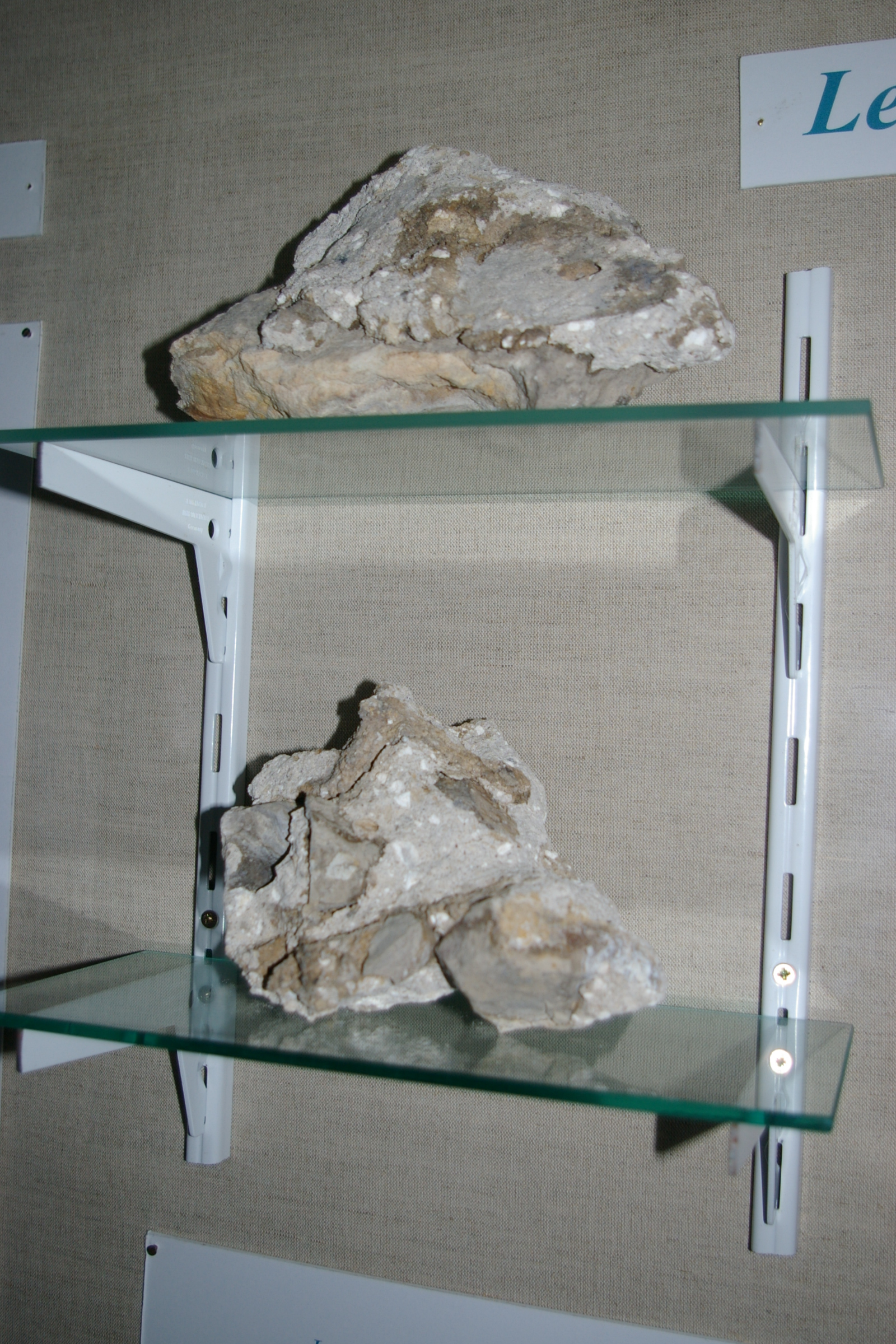
Échantillons de pierres vitrifiées à Sainte-Suzanne (Mayenne), musée de l'auditoire.

L'ingénieur anglais John Williams, en 1777, persuadé du caractère intentionnel de la vitrification, pense qu'un moule de deux levées de terre séparées par un espace égal à l'épaisseur que l'on voulait donner au mur, avait été aménagé ; on aurait ensuite rempli ce moule de bois, de charbon, éventuellement, de matières siliceuses, susceptibles de se vitrifier à très haute température. Après obtention d'une première couche de mur ainsi vitrifié, déposée au fond du moule, on aurait obtenu ensuite de la même façon des couches successives jusqu'à la hauteur désirée.
Les analyses chimiques de la fin du XIXe siècle permirent de comprendre que la soude, la potasse, le sel, l'argile, rajoutés au fur et à mesure de la construction du mur, constituaient en fait des éléments indispensables permettant de faire baisser la température de fusion du grès. M. Daubrée, en 1881, notait : « Pour ramollir une roche aussi réfractaire que le granite, il a fallu une intention formelle, servie par des efforts habiles et prolongés… Il a fallu une surabondance, une sorte de luxe de chaleur… par suite d'un procédé ingénieux et puissant ».

## Études scientifiques de la fin duXXesiècle
En 1977, un chercheur du Museum of natural history de Washington, Kurt Fredriksson, vient à Sainte-Suzanne pour analyser un échantillon de mur vitrifié. Un volumineux rapport est alors rendu, qui met non seulement en évidence l'intention formelle du procédé de vitrification, mais qui confirme aussi les analyses chimiques de la fin du XIXe siècle, attestant l'ajout d'éléments chimiques comme la soude, la potasse, le sel et l'argile [réf. nécessaire].
En 1987 des scientifiques de la NASA, recherchant dans la région des filons de titane, procèdent à une analyse des pierres. Ils concluent à leur tour que la fusion des pierres, issue d'un procédé chimique complexe, n'a pu être que volontaire.[réf. nécessaire].
Le professeur Peter Kresten, directeur du patrimoine à Uppsala (Suède), examine également des échantillons et en déduit qu'une température de 1 188° a été nécessaire pour parvenir à la fusion du grès [réf. nécessaire].
Plus récemment, les professeurs Labesse et Triboulet, de l'université de Jussieu à Paris, confirment ces observations [réf. nécessaire].
NB : Ces documents peuvent être consultés au musée de l'Auditoire 7 Grande rue, 53270 Sainte-Suzanne.

## Murs vitrifiés et Celtes
Beaucoup de chercheurs s'accordent sur l'origine celtique des murs vitrifiés : les datations les plus anciennes s'échelonneraient du VIIe au Ve siècle av. J.-C., c'est-à-dire au premier âge du fer, correspond à la civilisation de Hallstatt.
Ce peuple antique, venu d'Allemagne et d'Europe centrale (cf. Civilisation de Hallstatt, La Tène), connaît  une période d'expansion entre le Ve siècle av. J.-C. et le Ier siècle apr. J.-C. Il se propage alors sur un espace couvrant les territoires actuels de l'Allemagne du Sud, la Grande-Bretagne, la Suisse, et une partie de l'Europe centrale (République tchèque, Slovaquie, Hongrie actuelles). Il maîtrise complètement l'usage du fer. Jusqu'au IIe siècle, il envahit la Gaule, l'Espagne, l'Italie. Il est ensuite refoulé par les Romains et, en 43, la conquête de la Grande-Bretagne le repousse jusqu'en Irlande.
Les murs se situent dans les anciens territoires occupés par les Celtes et le procédé de construction aurait été transféré d'une contrée à une autre par ce peuple migrateur. Jules César avait décrit dans les Commentaires sur la Guerre des Gaules l'existence de murs appelés murus gallicus, murs gaulois, composés d'une alternance de poutres de bois et de pierres. Bien qu'on se soit servi de ces descriptions pour tenter d'expliquer le phénomène de vitrification, rien, dans les écrits de Jules César, ne permet de mettre en relation cette technique de construction et le phénomène des murs vitrifiés. En effet, toutes les tentatives pour reproduire expérimentalement, à l'époque moderne, la vitrification d'un mur, y compris bâti selon la technique du murus gallicus, se sont soldées par un échec. Au mieux, les pierres ont été rubéfiées et non vitrifiées.
Plusieurs éléments permettent de rapprocher le mur vitrifié de Sainte-Suzanne d'une forme de murus gallicus :
- le site a été occupé bien avant l'arrivée des Celtes[17],
- le grès et le bois sont disponibles sur place en abondance,
- le promontoire rocheux, la vue très étendue, la proximité de la rivière l'Erve et de la forêt de la Charnie se prêtaient d'évidence à une installation durable à défendre impérativement,
- suze signifierait « source » en langue celte, et ana « déesse », ce qui peut expliquer le nom de ce lieu (qui comprend 21 puits intra-muros) avant la christianisation qui amènera la dénomination définitive de Sainte-Suzanne [réf. nécessaire].

Voir aussi, supra : Les hypothèses : feu accidentel ou volontaire ? pour l'hypothèse cultuelle liée aux fêtes de Beltaine.

## Les forteresses vitrifiées d'Écosse
Au nord-est et dans le centre de l'Écosse s'élèvent une soixantaine de forts et forteresses datant de l'âge du fer. Leurs murailles sont toutes, entièrement ou partiellement, vitrifiées. Deux théories explicatives ont été proposées et aucune n'est entièrement satisfaisante.
La vitrification accidentelle ou « de guerre » est peu plausible. En effet, il est peu probable que les constructeurs aient continué à construire des forteresses faites de bois et de pierres plutôt que celles entièrement en pierre si les premières étaient si facilement inflammables. Des chimistes ont par ailleurs montré avec des échantillons provenant de onze des forts qu'il fallait, pour les faire fondre, une température de 1 100 à 1 300 °C, combinée avec l'emploi d'un procédé à combustion lente, ce qui est peu compatible en contexte de siège.
La vitrification volontaire n'est pas beaucoup plus réaliste. Elle implique que les bâtisseurs celtes aient eu connaissance d'une technique de construction soignée et originale pour l'époque. Ils ont dû alors choisir un matériau capable d'atteindre une température de vitrification sans que l'ensemble ne s'effondre en cours de route, ce qui est en soi quasiment impossible pour l'époque. Des études menées sur le rempart de la cité d'Affrique, à Messein en Lorraine, semblent indiquer la présence de fours rudimentaires installés sous le matériau à fondre et détruits au cours de l'opération[réf. nécessaire]. Rien ne prouve cependant que cette observation soit généralisable aux vitrifications beaucoup plus vastes comme celles décrites en Écosse.

## Inventaire des forts vitrifiés

### Écosse
(10 sites)
- An-Cnap (îles d'Arran)[19],[20]
- Barry Hill (Allyth, Perthshire) (« Tout ce qui reste de ce fort vitrifié sont un énorme mur de pierres écroulé et des remparts secondaires[21]) »[22] ;
- Craig Phadrig, département d'Inverness (« Deux murs vitrifiés enclosent une surface de 75 m par 25 m. Le mur interne a 1,2 m à l'intérieur[23] »).
- Dun Deardail (vers Lochaber, ouest de l'Écosse) [source : site internet de Lochaber].
- Dun Lagaidh, commune de Ullapool, département de Ross & Cromarty) (« Énorme rempart en pierres du 1er millénaire av. J.-C., présentement vitrifié  et donc originellement mêlé à du bois (…)[24] ».
- Finavon (Angus)[25].
- Knock Farril, commune de Strathpeffer, comté Ross & Cromarty, (Oblong hilltop fort of the 1st millenium BC, its stone rampart heavily vitrified so presumably originally laced with timber[24]).
- Tor a'Chaisteal Dun, Île d'Arran (Irlande).
- Urqhart Castle (près d'Inverness).
- White Caterthun (Incidemment signalé par Ralston comme étant vitrifié à propos du site français du Camp de César à Chateauponsac, Haute-Vienne)[26].

### Irlande
(3 sites)
- Île de Toriniz/Tory Island/Oilean Thoraigh (Irlande)[27]. Nous avions lu que l'on trouvait des vestiges de vitrifications sur l'île de Toriniz. Parmi les nombreux sites préhistoriques (une 20e[28]) de cette minuscule île, située à l'ouest de l'Irlande, un site, à l'extrémité sud-est de l'île, a attiré notre attention. Il s'agit de Dun Bhalor/Balor's Fort/en français « Le fort de Balor »), un ancien fort du 1er âge du fer, dont, selon la légende[29], le dieu Fomoire (ou Fomoré) Fomoires Balor (Balor of the Evil Eye = « Balor au mauvais œil ») avait fait la base de son armée. C'est à partir de là que les Fomoiré lançaient leurs expéditions militaires sur l'Irlande, alors occupée par les Tuatha Dé Danann (les « enfants de la déesse Dana ou Ana») avec lesquels ils avaient des liens familiaux complexes. Le peuple des Fomoire était composé de géants maléfiques. Aucun de ces deux peuples (Fomoiré ou Tuatha) n'était autochtone à l'Irlande : ils provenaient tous les deux des « îles au nord du Monde », un endroit mythique et mystérieux, resté non identifié, situé dans l'extrême nord du monde. Les deux peuples étaient dotés d'armes puissantes, réputées « magiques » pour nos ancêtres, mais qui évoquent pour nous les armes modernes les plus sophistiquées. L'un des chefs des Fomoires, le géant Balor, par ailleurs grand-père du « dieu » Lug (un des Tuatha de Danaann), vivait sur Toriniz. De là, il projetait sur ses ennemis un puissant rayon au-delà du bras de mer qui sépare l'île de Toriniz de l'Irlande. Selon les descriptions qui nous sont parvenues, Balor ressemblait plus à une machine qu'à un être vivant : son œil unique était fermé par sept paupières qui, lorsqu'elles étaient maintenues ouvertes par des crocs métalliques, laissait jaillir un puissant rayon lumineux qui réduisait en cendres tout ce qu'il touchait : « C'est un géant effrayant dont l'unique œil foudroie toute une armée lorsqu'il soulève les sept paupières qui le protègent ». Les aides devaient bien prendre soin de se tenir éloignés de l'œil maléfique sous peine d'être eux-mêmes carbonisés. Lors de l'une des trois batailles de Mag Tured qui se déroulèrent en Irlande entre les Fomoire et les Tuatha, le dieu Lug (par ailleurs petit-fils de Balor) réussit à neutraliser l'œil maléfique de Balor en utilisant sa lance personnelle, que les textes appellent « la lance d'Assal », l'un des quatre objets magiques provenant des îles du Nord du Monde. Cet objet avait lui aussi des propriétés extraordinaires : il ne manquait jamais son but et revenait tout seul dans la main de celui qui l'avait lancé ; il devait par ailleurs être refroidi dans un chaudron rempli de « fluide noir » (souvent interprété, à tort semble-t-il, comme du sang humain). Roland Comte dans L'Énigme des forts vitrifiés[24].
- Navan Fort : exemple unique d'édifice religieux sacrifié par le feu. Le fort (du type fort circulaire) est situé en Ulster près de la ville d'Armagh. Il occupe l'emplacement de l'ancienne cité royale d'Emain Macha. Des fouilles, « effectuées entre 1961 et 1971, ont révélé des traces d'activité humaines en cet endroit dès 2000 av. J.-C. C'est cependant la dernière phase du tertre qui s'est révélée la plus étonnante : une construction circulaire en bois de près de 40 m de diamètre fut élevée autour d'un poteau central, formé par un énorme tronc de chêne, abattu, d'après l'étude dendrochronologique, au début de l'année 94 av. J.-C. ; elle comportait deux cent soixante-quinze poteaux verticaux, disposés pour former des rayons autour du point central en ménageant à l'ouest une sorte d'allée qui y aboutissait. L'édifice, dont on n'est pas sûr qu'il ait été couvert, ne fut apparemment pas fréquenté, mais rempli de pierres jusqu'à une hauteur de deux mètres et demi et incendié (...). La singulière séquence de construction de cet édifice énigmatique indique qu'il devait s'agir d'un acte religieux. (...) L'édifice "sacrifié" d'Emain Macha est incontestablement un des monuments les plus remarquables de l'Europe celtique[30]".
- Grianan Aileach : « Le fort circulaire qui couronne une colline battue par les vents est une reconstitution exécutée en 1870, dont on ne sait si elle respecte bien la construction d'origine, effectuée au début de l'ère chrétienne. Résidence du clan des O'Neill, rois d'Ulster, du Ve au XIIe siècle, il fut détruit en 1101 par Murtogh O'Brien, roi du Munster, en représailles de la destruction de son propre château, près de Killaloe. Un tunnel traverse le mur, épais de 4 m et formant un cercle de 23 m de diam., dans lequel sont logés de petites chambres et des escaliers accédant aux remparts (…)[31] ». Rien ne dit que ce lieu comporter des traces de vitrifications mais son nom, qui signifierait « Chambre du soleil », fait penser à un lieu cultuel en relation avec le soleil ou la lumière. Les traditions mythologiques celtiques font souvent référence à une « chambre du soleil ». C'est sous ce nom qu'est désignée la pièce située au cœur du tumulus de Newgrange (comté de Meath, Irlande), en gaélique Brug-Na-Boyne, où se produit, à chaque solstice d'hiver, un phénomène extraordinaire rigoureusement prouvé : les rayons du soleil levant pénètrent dans le tertre par une minuscule lucarne placée au-dessus de la porte d'entrée et viennent éclairer la dalle gravée de spirales située au cœur du tumulus. Ce tertre était censé être le palais du dieu Oengus, fils du grand dieu Dagda, l'un des plus importants seigneurs des Tuatha-Dé-Danaan, qui l'utilisait pour régénérer les guerriers morts ou affaiblis par les blessures[32]. D'autres nombreux exemples de « chambres de soleil » sont recensés dans la mythologie celtique.

### France
(plus de 70 sites recensés, dont au moins une vingtaine vitrifiés) :
- Bègues (Allier) : oppidum de Bègues[26],[33]. R. Comte a constaté des preuves de vitrification lors d'une visite en mai 2000. Échantillons prélevés[24].
- Cerisy-la-Forêt (Manche) : butte aux Romains[34]
- Coren (Cantal) : Puy de la Fage[35]
- Escorailles (Cantal) : pas de lieu-dit[35].
- La Courbe (Cantal) : le château Gontier. Attention à ne pas confondre avec La Courbe, près d'Argentan (Orne).
- Mauriac (Cantal) : vieux château du hameau d'Escoalier. « Certains indices laissent à penser que les deux communes voisines peuvent avoir chacune une enceinte vitrifiée[26] ». Attention à ne pas confondre avec Escorailles (voir ci-dessus).
- Mauriac (Cantal) : peut-être une enceinte vitrifiée dans une commune voisine[Laquelle ?] de Mauriac[26].
- Mauriac (Cantal) : deuxième commune voisine[Laquelle ?] de Mauriac qui pourrait avoir une enceinte vitrifiée[26].
- Saint-Flour (Cantal) : « La Fage ».
- Mouthiers-sur-Boeme (Charente) : pas de lieu-dit[35].
- Vœuil-et-Giget (Charente) : camp des Anglais ou de la Pierre Dure (« Traces de calcination sur toute la longueur du talus, 210 m de long, 5-6 m de haut et 25 m de large. La surface de cet éperon barré couvre 3 ha env[26]. »). Bien qu'on ne parle que de « calcination », le toponyme de « Pierre Dure » pourrait être un indice de vitrification[24].
- Soyaux (Charente) : camp de Recoux[35].
- La Groutte (Cher) : camp des Murettes (ou de César). « S'étend sur 4 ha[35] ».
- Lamazière-Basse (Corrèze) : champ du Châtelet, au lieu-dit Les Bessades (« Pierres vitrifiées dans l'éboulement à l'extrémité orientale du mur intérieur. Autres gneiss vitrifiés, non seulement dans l'éboulis du rempart mais également à l'extrémité orientale du mur à l'extérieur. La vitrification semble être limitée à cette partie du site[36] ». Dans sa bibliographie, I. Ralston renvoie à Vazeilles : station vitrifiée avec muraille vitrifiée du Châtelet, commune de Lamazière-Basse en Corrèze.)
- Messein (Meurthe-et-Moselle) : le Camp d'Affrique présente des fortifications  construites selon une technique alliant la pierre, l'argile et la chaux.
- Monceaux-sur-Dordogne (Corrèze) : puy de la Tour (ou du Tour). « Un bloc de pierre vitrifiée[37].
- Monceaux-sur-Dordogne (Corrèze) : puy Grasset ou (puy Granet) au lieu-dit « Le C(h)astel » ou « le Chastelou » du village de Raz. Quelques traces de vitrifications visibles dans les roches schisteuses du sommet de la motte (qui serait d'époque médiévale). Desbordes décrit l'enceinte comme vitrifiée et, sans doute, médiévale[38].
- Saint-Geniez-ô-Merle (Corrèze) : « puy de Sermus (ou Vieux Sermus). L'indice principal de fortifications consiste en un tronçon de mur vitrifié, haut de 1,5 m et long de 3 m, situé sur le côté nord-ouest du site où l'accès était le plus facile. Les défenses sont reconnaissables dans deux tronçons de murs vitrifiés avec une pente artificielle à l'extérieur. Une fouille sur le côté nord-ouest a montré que le mur vitrifié est construit directement sur la roche, qui présentait quelques signes d'une vitrification superficielle[26].
- Saint-Privat (Corrèze) : camp de Sermus[5],[39] ». Il doit s'agir d'une confusion avec le précédent[24]. Il doit s'agir du même site qu'au-dessus.
- Bouilland (Côte-d'Or) : le Châtelet. Pas d'autre renseignement.
- Crecey-sur-Tille (Côte-d'Or) : camp de fontaine Brunehaut[35] (Ralston ne dit pas s'il est vitrifié ou non).
- Chambolle-Musigny (Côte-d'Or) : enceinte de Groniot (ou Gromiot). Pas d'autre renseignement.
- Étaules (Côte-d'Or) : le Châtelet (« Restes carbonisés de poutres[26] »). On ne parle pas de vitrification[39] cite « Le Chevalet ». R. Comte pense qu'il s'agit d'une graphie erronée[24].
- Flavignerot (Côte-d'Or) : « camp de César », dit aussi enceinte du Mont Afrique[40].
- Gevrey-Chambertin (Côte-d'Or) : enceinte du Château-Renard[40].
- Messigny (Côte-d'Or) : enceinte de Roche-Château. Pas d'autre renseignement.
- Plombières-lès-Dijon (Côte-d'Or) : enceinte du Bois brûlé[40]. Le toponyme de « Bois Brûlé », rencontré sur d'autres sites, peut être la confirmation d'une vitrification[24].
- Val Suzon (Côte-d'Or) : le châtelet de Val Suzon ou de la Fontaine du Chat. « Situé juste en face du châtelet d'Étaules, de l'autre côté de la vallée ». Donné comme étant vitrifié par[39]. « Couche brûlée », selon Ralston[26].
- Velars-sur-Ouche (Côte-d'Or) : enceinte de Notre-Dame d'Étang. Donnée comme vitrifiée par Marcille[39].
- Vix (Côte-d'Or) : Mont Lassois (« La levée de terre méridionale (…) semble avoir été construite sur un niveau brûlé sur lequel reposent des pierres parfois rubéfiées ou calcinées[26] »). On ne parle pas de vitrification[24].  Il s'agit du fameux Vix où a été trouvé le cratère de Vix.

Ainsi, peut-être, que d'autres sites d'après les études de Nicolardot (cité par Ralston, 1992).
- Plédran (Côtes-d'Armor) : camp de Péran [Markale (1997), p.  133-135]. Cet oppidum, exceptionnellement facile à visiter, est un des plus spectaculaires exemples de forts vitrifiés en France. R. Comte a plusieurs fois visité le site (1998, 2008) : « la vitrification est patente sur l'ensemble du site, qui était parfaitement dégagé lors de notre visite. La roche est fondue et amalgamée en de gros blocs soudés ensemble. Échantillons prélevés ». Le même auteur contredit les datations inhabituellement tardives, basées sur l'analyse au carbone 14 (Xe siècle apr. J.-C.) données par le Centre archéologique de Plédran[24].
- Aubusson (Creuse) : camp des Chastres. Traces de vitrifications[41].
- Budelière (Creuse) : promontoires de Saint-Marien et de Sainte-Radegonde[26]. R. Comte a visité le promontoire de Sainte-Radegonde en 1999 à partir des indications de Ralston mais, le site étant très embroussaillé, il n'a pas pu confirmer les vitrifications ni faire de prélèvements[24].
- Jarnages (Creuse) : enceinte, sous le nom de château.
- Pionnat (Creuse) : oppidum au village de Châteauvieux[42] », qui est distant de Pionnat de quelques kilomètres. Enceinte ovale de 128 m de longueur axiale. R. Comte a visité le site pendant l'été 1999; il confirme « l'existence d'une vitrification importante, bien visible et indiscutable : comme à Péran, les pierres sont fondues et amalgamées entre elles. On voit même des traces de coulures, comme dans le cas de laves volcaniques. La chaleur a dû être d'une intensité extrême ». Certaines descriptions du site parlent de vestiges de fours à chaux ou de fours à métaux. R. Comte pense qu'il s'agit d'une mauvaise interprétation des observations faites par des personnes qui n'avaient jamais vu de vitrifications, et n'a aucun doute que Pionnat montre des traces patentes de vitrifications. Échantillons prélevés[24]. Il écrit encore qu’un autre site, intitulé ville de Ribandelle (ou « Ribaudelle ») lui ferait face[24] mais il n’a pu y accéder.
- Sainte-Feyre (Creuse) : puy de Gaudy[26],[43]. Visité par R. Comte à la même époque mais la dégradation du rempart et son embroussaillement n'ont pas permis de constater des traces évidentes de vitrifications[24].
- Saint-Georges-Nigremont (Creuse) : les Muraux (ou « le Muraud »)[44]. Malgré les indications de Ralston, complétées par celles recueillies sur place auprès des habitants qui connaissaient l'existence du site, R. Comte n'a pu identifier l'emplacement de l'oppidum des Muraux. Monsieur Eucher, de Rouzelie, avait fouillé le site[24].
- Thauron (Creuse) : dans le village. Visite décevante : les traces de vitrifications semblent avoir été détruites par l'urbanisation du village, installé sur l'oppidum, et rien n'est fait pour préserver ce qui pourrait en subsister[24].
- Périgueux (Dordogne) : enceinte du camp de la Boissière, située sur l'un des contreforts de la rive droite de l'Isle en face de Périgueux[24]. Attention à ne pas confondre avec Périgneux (Loire).
- Saint-Médard-d'Excideuil (Dordogne) : castel Sarrazi, à Gandumas[45]. Au moins deux ouvrages distincts et profondément vitrifiés sont conservés ; les traces de la position originelle du poutrage ont été reconnues dans la masse vitrifiée. Même observation à Péran[26].
- Myon (Doubs) : châtelet de Montbergeret[46].
- Huelgoat (Finistère) : camp d'Arthus. « Rempart massif secondaire, non daté, recouvrant un murus gallicus de type Avaricum[47] ». R. Comte a visité le site pendant l'été 1998, mais à cause de son étendue de son embroussaillement, il n'a pas pu vérifier de traces de vitrifications[24].
- Vieux-Vy-sur-Couesnon (Ille-et-Vilaine) : oppidum d'Orange[46].
- Salins-les-Bains (Jura) : camp du Château-sur-Salins. « Matériau calciné sur environ 4 m de long sur le côté ouest du rempart préhistorique (…)[48] ».
- Machézal (Loire) : précédemment indiqué (sur la foi de Ralston), comme étant situé en Haute-Saône. En réalité, situé dans le département de la Loire, près de Chirassimont, au sud-est de Roanne : crêt Châtelard (« Matériau vitrifié mais il n'est pas certain qu'il soit en rapport avec une vitrification[26] »). L'hypothèse selon laquelle il serait un « tumulus burgonde » est une pure hypothèse[réf. nécessaire] de l'archéologue A. Vachez qui l'a décrit en 1910. D'après cette description, il semble qu'on ait bien affaire à un oppidum classique de l'âge du fer avec vallum et vestiges de murs vitrifiés. Il n'est pas impossible[évasif] qu'une tombe burgonde ait été aménagée postérieurement dans l'enceinte de l'oppidum mais que cela n'ait rien à voir avec les vitrifications constatées.
- Périgneux (Loire) : pic de la Violette (« Un plateau à 650 m d'altitude est décrit comme partiellement enclos par de faibles murailles et des blocs vitrifiés[48] ». Ne pas confondre avec Périgueux (Dordogne).
- Saint-Alban-les-Eaux (Loire) : châtelus [ ou « Châtelux », chez Ralston[26], graphie manifestement erronée]. (« Matériaux vitrifiés retrouvés sur place[26] »). R. Comte a effectué une visite superficielle du site en mai 1999, mais les broussailles et la mousse recouvrant les pierres ont empêché l'identification de tout vestige de vitrification. Sur place, les gens connaissent le site sous le nom de « château de verre », appellation qui paraît suffisamment significative pour qu'on puisse admettre ce site dans la liste des vitrifications[24]. Très récemment (septembre 2009) nous avons eu la confirmation que ce site était vitrifié.
- Saint-Laurent-Rochefort (Loire) : Chirat-Gros. Entre les hameaux du Bruchet et de l'Estra, dôme basaltique de 10 à 15 m émergeant d'un plateau à 820 m d'altitude et terminé par une étroite plate-forme. Les flancs et le pourtour sont couverts d'un amas de blocs (chirats en Forez), qui ne présentent aucune trace de ciment, mais dont un certain nombre ont subi l'action d'un feu violent, allant jusqu'à un commencement de fusion, etc.[49]." Stéphane Boutet, Commission d'étude des enceintes préhistoriques et fortifications anhistoriques - III. Loire, in : Bull. de la Société préhistorique française - séance du 29 juillet 1912, année 1912, vol. 9, no 7, p. 435-449).
- Villerest (Loire) : le Château-Brûlé à Lourdon. Lors des Journées du patrimoine de septembre 2009, le site a été ouvert à la visite. Il s'agit d'un éperon barré vitrifié. Joseph Déchelette, citant les fouilles de Stéphane Bouttet (1910), y fait référence dans son Manuel d'archéologie préhistorique et celtique ; il présente une photo (p. 705, fig. 271) de pierres vitrifiées du rempart de Lourdon[50]. À rapprocher du château de verre de Saint-Alban-les-Eaux[24].
- Saint-Bonnet-des-Quarts (Loire), région de Roanne : oppidum des Carres (ou des Quarts). Nous[Qui ?] nous sommes rendu sur place en mai 1999, mais nous n'avons pu situer l'endroit de l'oppidum[24]. Il semble[réf. nécessaire] d'ailleurs qu'il n'y ait pas un seul mais plusieurs oppida portant le nom de Quart-Car-Carre (dérivé de Ker, Cairn - tas de pierres).
- Cras (Lot) : Murcens[48].
- Luzech (Lot) : l’Impernal[48].
- La Fage-Montivernoux (Lozère) : puy de la Fage[48]. Attention : confusion possible avec le puy de la Fage, dans le Cantal, sur la commune de Coren. Souvent ces sites remarquables ont été pris comme limite de plusieurs communes, ce qui peut induire des erreurs d'attribution à telle ou telle commune[24].
- Loigné-sur-Mayenne (Mayenne) : les Caduries. Vitrifié[48].
- Saint-Jean-sur-Mayenne (Mayenne) : enceinte de Château-Meignan[48],[39].
- Sainte-Suzanne (Mayenne) : le château[26].
- Champigneulles (Meurthe-et-Moselle) : enceinte de la Fourasse (ou Tourasse). Traces de vitrifications selon Ralston[48],[39].
- Essey-lès-Nancy (Meurthe-et-Moselle) : la butte (ou enceinte) Sainte-Geneviève (« Traces d'incendie du rempart encore observables sur le côté ouest du site[26] »). On ne parle pas de vitrification[24].
- Messein (Meurthe-et-Moselle) : la cité, ou le camp d'Affrique, ou le vieux marché (« Traces de calcination[26] »)[24].
- Sion (Meurthe-et-Moselle) : Ralston parle de « traces de calcination », non de vitrifications[26]. Il ne précise pas le lieu mais il y a fort à parier[réf. nécessaire] qu'il s'agit de la colline de Sion (la « colline inspirée[réf. nécessaire] » de Maurice Barrès) où on[Qui ?] a signalé des traces d'occupation dès le néolithique et où le culte de la Vierge a succédé à un ou plusieurs cultes païens[réf. nécessaire].
- Landévant (Morbihan) : au hameau de Kervarhet ou Kervarner, une enceinte d'un diamètre de 200 m. Traces de vitrification[26].  Le site est entièrement planté de maïs mais, lors d'une visite sur place(juillet 2008), R. Comte a pu faire des prélèvements de pierres vitrifiées prélevées sur le talus délimitant l'enceinte circulaire.
- Lessy (Moselle) : pas de lieu-dit[49].
- La Machine (Nièvre) : enceinte du Vieux Château, ou cité de Barbarie. Vitrification certaine[24]. Marcille donne un plan[39].
- Gouvieux (Oise) : camp de César (« traces de calcination », « rempart massif secondaire élevé au-dessus d'un rempart à poutrage interne brûlé : ce dernier n'a pas été daté[47] ». On ne parle pas de vitrification[24].
- Argentan (Orne) : fort vitrifié de la Courbe, dit aussi le Haut du château (« traces étendues d'une combustion intense, notamment des blocs vitrifiés et des pierres de revêtement altérées par la chaleur[26] »).
- Châteauneuf-les-Bains (Puy-de-Dôme) : montagne de Villars (« Le matériau vitrifié vient d'un rempart long de 14 m qui forme l'un des côtés d'un rectangle de 7 m × 15 m couronnant une butte de pierres[26] ». Il s'agit en fait de deux oppida, proches l'un de l'autre, qui montrent chacun des « pierres fondues » (nom donné par un habitant de Villars)[24].
- Hartmannswillerkopf (Haut-Rhin). « Des vestiges d'une enceinte vitrifiée d'époque protohistorique existaient au Hartmannswillerkopf mais ont été détruits durant la bataille du Vieil-Armand en 1914 et 1915. » [Base Mérimée du ministère de la Culture]. Il n'est cependant pas certain qu'il s'agissait d'une enceinte vitrifiée. Les vestiges laisseraient plutôt penser à un énorme brasier, daté de -46 av J.C, dont la chaleur a vitrifié et fritté la roche environnante[51].
- Bourguignon-lès-Morey (Haute-Saône) : pas le lieu-dit. « Site de 3 ha. Traces de calcination dans un talus de pierres épais d'environ 3 mètres (on ne parle pas de vitrification)[52] ».
- Noroy-lès-Jussey (Haute-Saône) : pas de lieu-dit. « Enceinte de 2,5 ha Traces de calcination des fortifications[52] ». On ne parle pas de vitrification.
- Aslonnes (Vienne) : camp d'Alaric (« Pautreau semble admettre que cette fortification a été calcinée[26] »).
- Château-Larcher (Vienne) : site de Thors, ou Thorus. « Fort vitrifié ; les ruines n'ont pas été fouillées[réf. nécessaire] ».
- Lussac-les-Châteaux (Vienne) : camp de Cornouin. « Lors de notre première visite sur place, la végétation nous avait empêché d'identifier les vitrifications. Lors d'une 2de visite, en juillet 2008, nous les avons clairement identifiées et prélevé quelques échantillons de vitrifications indiscutables » (Roland Comte[réf. nécessaire]).
- Quincay (Vienne) : camp de Séneret (ou Céneret), entre Quinçay et Vouillé (« Traces de calcination[26],[39] ».
- Châteauponsac (Haute-Vienne) :  Chégurat, ou camp de César. Les vitrifications sont comparées à celles de White Catherhurn (Écosse)[53].
- Séreilhac (Haute-Vienne) : pas de lieu-dit. « Pierres vitrifiées qui ne semblent pas associées à une fortification[52] ».
- Saint-More (Yonne) : camp de Cora[54].

## Compléments